# Athanasios Tsigas
Athanasios Tsigas (Alexopouli, 20 de setembro de 1982) é um futebolista profissional grego, atacante.